# Odzemek
Odzemek je sólový mužský tanec, který svojí povahou jednoznačně spadá mezi lidové taneční projevy. Má vždy výrazně improvizovaný charakter. V České republice se přirozeně vyskytuje zejména v oblastech jižní a střední Moravy jako je Valašsko, v menší míře i na Horňácku a Strážnicku. 
Na Valašsku má velmi silnou tradici, kterou dokládá taneční soutěž Grand Prix města Vsetína v odzemku.
Příbuzný tanec je obuškový, který se tančí s valaškou.
Oproti jinému moravskému mužskému lidovému tanci - verbuňku - se tančí převážně v měkké obuvi (krpcích).

## Odborné články ve specializovaném tisku
- Kašlík, M.: Valašský odzemek. Naše Valašsko 1, 1929 - 30, s. 120 - 123
- Kašlík, M.: Metlový. Naše Valašsko 5, 1939, s. 29 - 31
- Kašlík, M.: Valašské tance: Obuškový. Naše Valašsko 4, 1937 - 38, s. 77 - 82
- Kašlík, M.: Valašský. Naše Valašsko 5, 1939, s. 107 - 115